# Janet Margolin
Janet Margolin (New York, 25 juli 1943 – Los Angeles, 17 december 1993) was een Amerikaanse actrice, zowel in het theater als in films.

## Biografie
Margolin werd geboren als derde van vier dochters van een Russische accountant. Ze studeerde aan de School of Performing Arts. In 1961 (op 18-jarige leeftijd) won ze tijdens het New York Shakespeare Festival een belangrijke rol in een verfilming van een boek van Morris West, Daughters of Silence. Hierdoor werd haar acteertalent ontdekt.
In 1962 speelde ze haar eerste rol, als vrouwelijke hoofdrol in de film David and Lisa. Ze speelde de liefde van het hoofdpersonage in de film Enter Laughing (1967). In de film Take the Money and Run (1969) speelde ze de liefde van de stuntelende dief gespeeld door Woody Allen, en in Annie Hall (1977) speelde ze een sociaal-groeiende vrouw van het karakter van Woody Allen.
Haar laatste filmrol was in Ghostbusters II in 1989, en haar laatste televisierollen waren als een moordenaar in een aflevering van Murder, She Wrote ("Deadly misunderstanding") en als een slachtoffer in Columbo in 1990.
Margolin overleed eind 1993 op 50-jarige leeftijd in Los Angeles. Ze werd gecremeerd en haar as werd geplaatst in een urntuin in het Westwood Memorial Park, waar de as van veel bekende personen ligt.

## Filmografie
- David and Lisa (1962)
- Morituri (1965)
- The Greatest Story Ever Told (1965)
- Bus Riley's Back in Town (1965)
- Nevada Smith (1966)
- El ojo que espía (1966)
- Enter Laughing (1967)
- Buona Sera, Mrs. Campbell (1968)
- Take the Money and Run (1969)
- Pray for the Wildcats (1973)
- Planet Earth (1974)
- Annie Hall (1977)
- Last Embrace (1979)
- Ghostbusters II (1989)